# Paolo Roversi
Paolo Roversi (Ravena, 1947) es un fotógrafo de moda italiano.

## Carrera
En 1970, comenzó a colaborar con la Associated Press: en su primera asignación, AP lo envió a cubrir el funeral de Ezra Pound en Venecia. Durante el mismo año, Roversi abrió, con su amigo Giancarlo Gramantieri su primer estudio de fotografía, ubicado en Rávena. En 1971, conoció por casualidad en Rávena a Peter Knapp, fotógrafo de moda suizo y legendario director artístico de la revista Elle. Por invitación de Knapp, Roversi visitó París en noviembre de 1973, donde comenzó a trabajar como reportero para la Agencia Huppert y, poco a poco, a través de sus amigos, comenzó a acercarse a la fotografía de moda. Los fotógrafos que realmente le interesaban por entonces eran reporteros. En ese momento no sabía mucho sobre moda o fotografía de moda. Solo más tarde, descubrió el trabajo de Avedon, Penn, Newton, Bourdin y muchos otros.
Roversi ha sido colaborador habitual de Vogue Americano, y Vogue Italia,  W, Vanity Fair, Entrevista y i-D. También ha fotografiado campañas publicitarias para Yohji Yamamoto, Comme des Garçons, Dior, Cerruti, GIADA, Yves Saint Laurent, Valentino y Alberta Ferretti.

## Técnica
Es conocido por disparar con película instantánea.